# City Airline
City Airline var et regionalt flyselskab fra Sverige. Selskabet var ejet af det Mansvell Enterprise ejede flyselskab Skyways. City Airline havde hub og hovedkontor på Göteborg-Landvetter flygplats ved Göteborg. Det blev etableret i 1997, opkøbt af Mansvell Enterprise i april 2011 og fløj fra 30. november samme år under Skyways navn og brand. 22. maj 2012 gik begge flyselskaber konkurs.